# Catapsydracidae
Catapsydracidae es una familia de foraminíferos planctónicos de la superfamilia Globorotalioidea, del suborden Globigerinina y del orden Globigerinida. Su rango cronoestratigráfico abarca desde el Daniense (Paleoceno inferior) hasta la Actualidad.

## Discusión
Clasificaciones más recientes han incluido los taxones de Catapsydracidae en la familia Globigerinidae.

## Clasificación
Catapsydracidae incluye a los siguientes géneros:
- Cassigerinelloita, también considerado en la familia Cassigerinellidae
- Catapsydrax
- Dentoglobigerina
- Globicuniculus
- Globigerinopsoides
- Globoquadrina
- Globorotaloides
- Guembelitrioides
- Protentella, también considerado en la familia Globorotaliidae
- Protentelloides, también considerado en la familia Globorotaliidae
- Subbotina, también considerado en la familia Eoglobigerinidae
- Velapertina

Otros géneros considerados en Catapsydracidae son:
- Bandyus, considerado nomen nudum
- Clavatorella, aceptado como Protentella
- Dissimiloglobigerina, aceptado como Catapsydrax
- Globosubbotina, considerado sinónimo de Subbotina